# Ein Weimarfilm
Ein Weimarfilm ist ein Dokumentarfilm des DEFA-Studios für Dokumentarfilme von Jürgen Böttcher aus dem Jahr 1977.

## Handlung
Der Weg führt durch eine verschneite Landschaft und endet im Schillerhaus Weimar mit einem Rundgang durch das heutige Museum. Die nächsten Bilder gelten einem Besuch des VEB Uhrenwerk Weimar, bei dem junge Frauen während der Montage von Uhren gefilmt werden. Einige Zeit später werden auch Aufnahmen aus einer Produktionshalle des Weimar-Werks gezeigt. Einen großen Teil der gezeigten Filmsequenzen nehmen aber die Feierlichkeiten zur 1000-Jahr-Feier Weimars ein. Die im Festzug mitlaufenden Männer und Frauen tragen Kleidung der vergangenen Jahrhunderte, verteilen Flugblätter und führen Bilder einiger der ehemaligen berühmten Einwohner der Stadt mit sich, dazu gehören Friedrich Schiller, Johann Wolfgang von Goethe, Johann Gottfried Herder und Franz Liszt.
Doch auch berühmte Gebäude und Institutionen spielen in dem Film eine Rolle, neben dem Schiller-Wohnhaus ist es Goethes Wohnhaus, welches auch als Museum dient, das Bauhaus und das Deutsche Nationaltheater mit dem Goethe-Schiller-Denkmal. Das Weimarer Stadtschloss, die Ilm und der Ilmpark mit Goethes Gartenhaus gehören dazu.
Einen großen Raum nimmt die Erinnerung an die Zeit der Verbrechen während des Nationalsozialismus ein. Weimar wurde auch bekannt durch das in der Nähe liegende Konzentrationslager Buchenwald auf dem Ettersberg. Viele Bilder widmen sich den dort begangenen Gräueltaten und zeigen die nationalen und internationalen Besucher der heutigen Gedenkstätte.

## Produktion
Ein Weimarfilm wurde unter dem Arbeitstitel 1000 Jahre Weimar auf ORWO-Color gedreht und hatte am 30. September 1977 seine Uraufführung. Die Dramaturgie lag in den Händen von Christiane Hein.